# Dziękuję ci
Dziękuję ci – trzeci singel Edyty Górniak promujący album E·K·G, wydany w lutym 2008 roku nakładem Agora SA i EG Production.
Singel promowany był przez rozgłośnie radiowe na terenie całej Polski, a także dotarł m.in. do 4. miejsca listy przebojów Top 15 Wietrznego Radia w Chicago. Słowa do piosenki napisał Ryszard Kunce, natomiast produkcją utworu zajął się Dariusz Krupa.

## Lista utworów
Opracowano na podstawie materiału źródłowego.
1. „Dziękuję ci” – 4:45
2. „Dziękuję ci + zapowiedź” – 4:45
3. „Pozdrowienia walentynkowe” – 0:12
4. „Zapowiedź piosenki” – 0:07